# 1732년
1732년은 화요일로 시작하는 윤년이다.

## 연호
- 청(淸) 옹정(雍正) 10년
- 일본(日本) 교호(享保) 17년
- 후 레 왕조(後黎朝) 빈카인(永慶) 4년 / 롱득(龍德) 원년

## 기년
- 류큐(琉球) 쇼케이왕(尚敬王) 20년
- 청(淸) 세종 옹정제(世宗 雍正帝) 10년
- 조선(朝鮮) 영조(英祖) 8년
- 후 레 왕조(後黎朝) 혼덕공(昏德公) 4년 / 순종(純宗) 원년

## 탄생
- 1월 24일 - 프랑스의 극작가 피에르 보마르셰. (~1799년)
- 2월 22일 - 미국의 초대 대통령 조지 워싱턴. (~1799년)
- 3월 31일 - 오스트리아의 작곡가 요제프 하이든. (~1809년)
- 4월 5일 - 프랑스의 로코코 화가 장오노레 프라고나르. (~1806년)
- 9월 5일 - 일본의 다이묘 사카이 다다아쓰. (~1767년)
- 9월 30일 - 프랑스의 정치인 자크 네케르. (~1804년)

### 미상
- 조선 후기의 문신 이광현. (~?)